# トヨタ・GR010 HYBRID
トヨタ・GR010 HYBRID（Toyota GR010 HYBRID）は、トヨタ自動車（トヨタ・ガズー・レーシング・ヨーロッパ）がル・マン・ハイパーカー（LMH）規定に基づき、FIA 世界耐久選手権（WEC）への参戦用に開発したプロトタイプ・レーシングカー。トヨタ・TS050 HYBRIDの後継モデルにあたる。

## 概要
ワークスチームであるトヨタとプライベーターチームとの戦闘力の差が問題になっていたLMP1規定に代わり、2018年に構想が発表されたル・マン・ハイパーカーへの参戦を目的として開発された。先代のTS050 HYBRIDと同様に、空力およびパワーユニットは東富士研究所、シャシーはトヨタ・ガズー・レーシング・ヨーロッパ（TGR-E）で開発され、村田久武とパスカル・バセロンが開発を統括する。
トヨタは「モータースポーツで得た技術と経験をフィードバックした市販車をつくる」という理念のもとGRブランドを立ち上げ、TS050 HYBRIDのレーシング・ハイブリッドシステムを応用したハイパーカー「GRスーパースポーツ（仮称）」の発売を予定している。そして「GRスーパースポーツをベースとするハイブリッド・プロトタイプ車両」でWECの新たなトップカテゴリに参戦すると予告し、2020年のル・マン24時間レースでGRスーパースポーツの試作車がデモ走行を行った。ただし、実際のところGR010 HYBRIDはGRスーパースポーツのレース仕様改造車ではなく、完全に別設計の純レーシングカーである。ロードカーは衝突安全性能など世界各国の法規制に対応する条件がいくつもあるため、「市販車をレーシングカーにするアプローチは踏まず、プロトタイプカーの子供と市販車の子供にする選択をしました。TS050で磨いてきたレーシングハイブリッドのDNAを、2台のクルマに遺伝させる考えです」（村田）という形になった。
2016年のTS050 HYBRID導入時から続いてきた赤・黒・白のGRブランドカラーは継続されたが、2021年仕様のヤリスWRCと同様に「GR」の文字をイメージしたデザインに変更された。

## レース活動

### 2020 - 2021年
ドライバーは昨シーズンに引き続き、7号車をマイク・コンウェイ、小林可夢偉、ホセ・マリア・ロペス、8号車をセバスチャン・ブエミ、中嶋一貴、ブレンドン・ハートレイがドライブする。
2020年10月にポール・リカール・サーキットで非公開のシェイクダウンを行い、12月にアルガルヴェ・サーキットで2度目のテストを行った。テストはコンウェイ、ブエミ、ハートレイの3名が担当した。
2021年1月25日にネット上で正式公開された。
3度目のテストは2月にモーターランド・アラゴンで行われ、小林と中嶋を含むレギュラードライバー全員がテストした。
デビュー戦のスパ6時間では、7号車はブレーキトラブル、8号車は2度のタイム加算ペナルティに見舞われたが、8号車が2位のアルピーヌ・エルフ・マットムートに1分以上の差をつけてデビューウィンを飾った。
ル・マンでは7号車がポールポジションを獲得。決勝ではオープニングラップで8号車がグリッケンハウス・レーシングに追突されるが、盤石の1-2体制を築く。しかし、折り返し前後で2台とも燃料系トラブルに見舞われたため、本来より少ない周回を強いられ、ドライバーも毎コーナーで異なるボタン操作を求められる事態に陥った。幸いチームの解決策は的確なものであったためリードを守り切り、最終的にはランデブー走行での1-2フィニッシュでトヨタはル・マン4連覇を達成した。なお、ここまでル・マンでは運に恵まれていなかった7号車トリオ（コンウェイ／小林／ロペス組）は、ようやく初優勝を手にした。
燃料系の燃圧低下トラブルは第3戦モンツァでも発生しており、燃料タンク内の不純物によるフィルタの汚染が原因とされた。チームはル・マン前に対策を施したが、別の原因で同じトラブルが発生し、燃料システム交換によるタイムロスを避けるため、走行を続けながら対処法を見つけ出し、窮地を脱した。
LMH元年は同クラスの有力なライバルが不在ということもあり、トヨタはシーズン6戦全勝（うちワンツーフィニッシュ4回）、3年連続となるシリーズチャンピオン獲得を達成した。

### 2022年

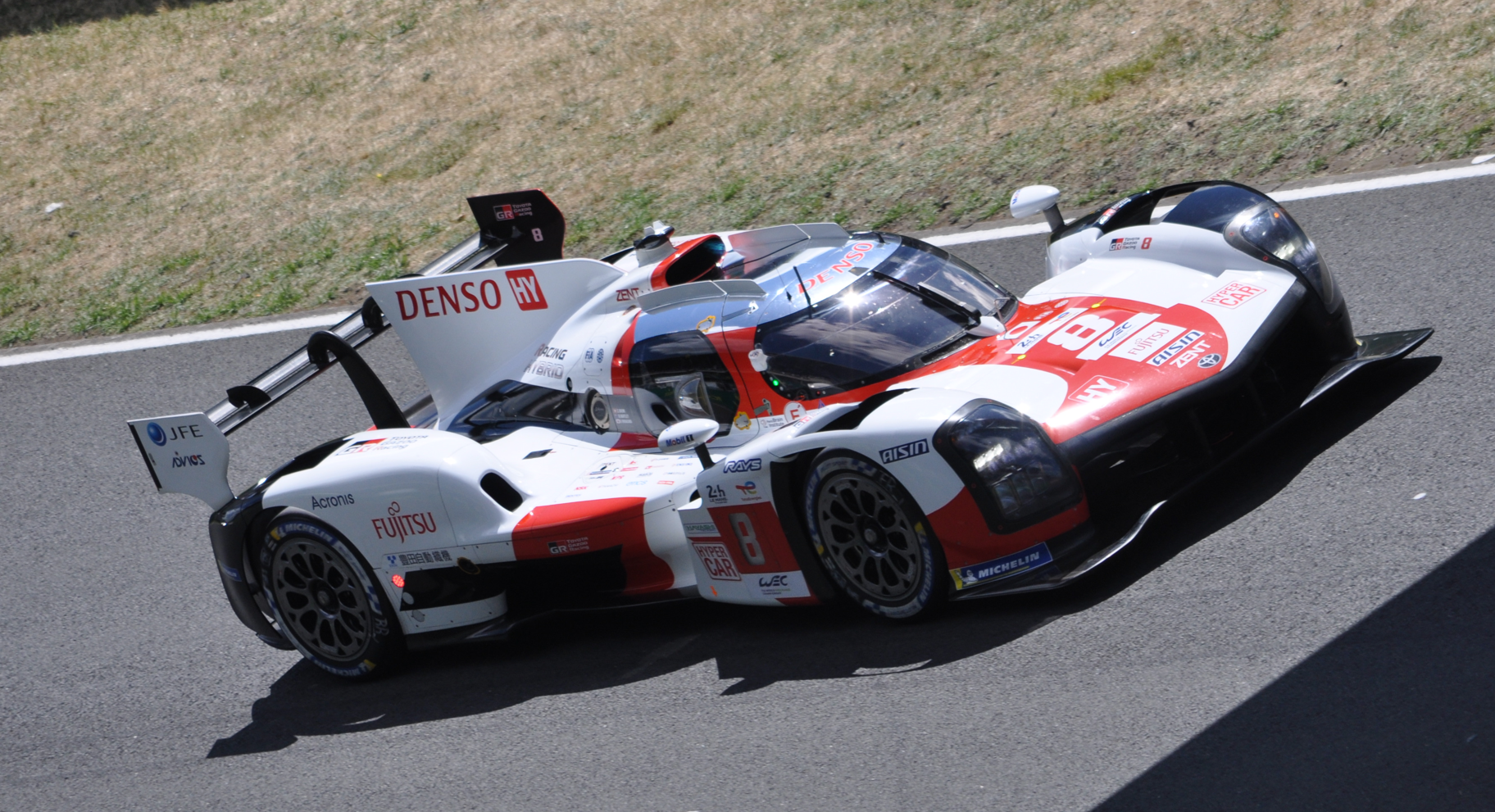
GR010 8号車（2022年ル・マン24時間）

2022年は中嶋の現役引退に伴い、平川亮が後任として加入した。それ以外のドライバーの組み合わせなどに変更はないが、村田久武がGAZOO Racing Companyを離脱し、小林がチーム代表を兼任する。
マシンはタイヤサイズが変更され、前輪は12.5×18インチホイールに29／71-18サイズ、後輪は14×18インチホイールに34／71-18サイズという組み合わせとなる。また燃料がトタルエナジーズ製の「100%再生可能燃料」に変更されることに伴い、エンジン（ICE）に調整が加えられている。レギュレーション変更で、ハイブリッド車両における前輪のモーターアシストを利用できる速度がBoPの対象となったため、それに対応した変更も加えられた。
同年はグリッケンハウス／アルピーヌに加え、第4戦よりプジョー・9X8が参戦するなどの動きもあったが、速さと信頼性を兼ね備えたトヨタがシリーズを制し、8号車のブエミ／ハートレイ／平川組がチャンピオンを獲得した。

### 2023年
2023年2月26日に、2023年シーズン向けの改良されたマシンがインターネット上で発表された。パワートレインの信頼性強化や軽量化に加え、大型のカナードや新たなブレーキダクトの追加、さらにはヘッドライトのレイアウトが刷新されたりするなど、新たなライバルが参戦してくるシーズンに向けて大幅なアップデートが行われた。
開幕戦のセブリング1000マイルでは、ポールポジションを初出場のフェラーリ・499Pに奪われたものの、決勝では安定したレースペースやライバル勢のトラブルなどにより7号車が優勝、8号車が2位表彰台を獲得し、フェラーリやポルシェ、キャデラックなどのワークス系有力チームがいる中、ワンツーフィニッシュを果たした。
ル・マンでは、本来「ル・マンが終わるまでは変更しない」とされていたBoP（Balance of Performance）の値が、5月末のテスト直前に変更。GR010は最低車両重量が37kg増とされるなど、LMH／LMDhの他チームと比べて最も不利な変更を受け、予選では7号車が最上位で3番手を獲得するも、トヨタの次に大きい重量増加（+24kg）となったポールポジションのフェラーリ50号車に対して、1.469秒もの差をつけられた。レースでは序盤に8号車が首位に立ち、優れたペースを示した。しかし、夜間走行中、7号車が黄旗区間手前の「ネクスト・スロー」で先行車に合わせて減速した際に追突事故に巻き込まれ、リアのドライブシャフトが破損してリタイアに追い込まれた。さらに8号車は、平川のドライブ中に小動物が衝突したことによりペースダウンし、フェラーリ51号車にオーバーテイクを許してしまう。ピットで修復の上、首位の51号車と同一周回の2位に食い下がって僅差の優勝争いを繰り広げ、ハートレイの鬼神の追い上げにより差を縮めた上で、最終スティントの平川にバトンタッチする。しかし、平川はブレーキングでタイヤをロックさせてクラッシュしてしまう。走行は続けられたが結局2位に終わり、トヨタのル・マン6連覇はならなかった。

### 2024年
2023年11月20日に体制発表がされた。LMGT3のアコーディス・ASPチームに移籍するロペスに代わり、ニック・デ・フリースを起用する人事を発表した。リザーブドライバーには、宮田莉朋が就任する。
2024年6月、第4戦のル・マン24時間レースの直前にコンウェイがサイクリング中の事故で骨折。命に別状はなかったものの、当分の間レース参戦が困難となった。代役は宮田ではなく、ロペスがチームに復帰する。TGR-Eの副会長を務める中嶋はこの件について、宮田を起用すべきという意見がチーム内にもあったことを認めつつ、宮田が過去にサルト・サーキットの走行経験がないこと、また、GR010でドライ路面を走行した経験に乏しいことから「（代役起用が）莉朋にとってリスクになる」可能性を考慮し、最終的にチーム代表の小林と豊田章男の協議でロペスを呼び戻すに至ったと語っている。

## 戦績
| 年   | チーム                     | クラス       | No. | ドライバー             | Rds.     | 1       | 2       | 3      | 4       | 5      | 6      | 7      | 8       | Pts. | Pos. |
| ---- | -------------------------- | ------------ | --- | ---------------------- | -------- | ------- | ------- | ------ | ------- | ------ | ------ | ------ | ------- | ---- | ---- |
| 2021 | トヨタ・ガズー・レーシング | LMH          | 7   | マイク・コンウェイ     | All      | SPA 3   | POR 2   | MNZ 1  | LMS 1   | BHR 1  | BHR 2  |        |         | 206  | 1位  |
| 2021 | トヨタ・ガズー・レーシング | LMH          | 7   | 小林可夢偉             | All      | SPA 3   | POR 2   | MNZ 1  | LMS 1   | BHR 1  | BHR 2  |        |         | 206  | 1位  |
| 2021 | トヨタ・ガズー・レーシング | LMH          | 7   | ホセ・マリア・ロペス   | All      | SPA 3   | POR 2   | MNZ 1  | LMS 1   | BHR 1  | BHR 2  |        |         | 206  | 1位  |
| 2021 | トヨタ・ガズー・レーシング | LMH          | 8   | セバスチャン・ブエミ   | All      | SPA 1   | POR 1   | MNZ 33 | LMS 2   | BHR 2  | BHR 1  |        |         | 206  | 1位  |
| 2021 | トヨタ・ガズー・レーシング | LMH          | 8   | 中嶋一貴               | All      | SPA 1   | POR 1   | MNZ 33 | LMS 2   | BHR 2  | BHR 1  |        |         | 206  | 1位  |
| 2021 | トヨタ・ガズー・レーシング | LMH          | 8   | ブレンドン・ハートレイ | All      | SPA 1   | POR 1   | MNZ 33 | LMS 2   | BHR 2  | BHR 1  |        |         | 206  | 1位  |
| 2022 | トヨタ・ガズー・レーシング | LMH          | 7   | マイク・コンウェイ     | All      | SEB Ret | SPA 1   | LMS 2  | MNZ 3   | FUJ 2  | BHR 1  |        |         | 186  | 1位  |
| 2022 | トヨタ・ガズー・レーシング | LMH          | 7   | 小林可夢偉             | All      | SEB Ret | SPA 1   | LMS 2  | MNZ 3   | FUJ 2  | BHR 1  |        |         | 186  | 1位  |
| 2022 | トヨタ・ガズー・レーシング | LMH          | 7   | ホセ・マリア・ロペス   | All      | SEB Ret | SPA 1   | LMS 2  | MNZ 3   | FUJ 2  | BHR 1  |        |         | 186  | 1位  |
| 2022 | トヨタ・ガズー・レーシング | LMH          | 8   | セバスチャン・ブエミ   | All      | SEB 2   | SPA Ret | LMS 1  | MNZ 2   | FUJ 1  | BHR 2  |        |         | 186  | 1位  |
| 2022 | トヨタ・ガズー・レーシング | LMH          | 8   | ブレンドン・ハートレイ | All      | SEB 2   | SPA Ret | LMS 1  | MNZ 2   | FUJ 1  | BHR 2  |        |         | 186  | 1位  |
| 2022 | トヨタ・ガズー・レーシング | LMH          | 8   | 平川亮                 | All      | SEB 2   | SPA Ret | LMS 1  | MNZ 2   | FUJ 1  | BHR 2  |        |         | 186  | 1位  |
| 2023 | トヨタ・ガズー・レーシング | ハイパーカー | 7   | マイク・コンウェイ     | All      | SEB 1   | POR 9   | SPA 1  | LMS Ret | MNZ 1  | FUJ 1  | BHR 2  |         | 217  | 1位  |
| 2023 | トヨタ・ガズー・レーシング | ハイパーカー | 7   | 小林可夢偉             | All      | SEB 1   | POR 9   | SPA 1  | LMS Ret | MNZ 1  | FUJ 1  | BHR 2  |         | 217  | 1位  |
| 2023 | トヨタ・ガズー・レーシング | ハイパーカー | 7   | ホセ・マリア・ロペス   | All      | SEB 1   | POR 9   | SPA 1  | LMS Ret | MNZ 1  | FUJ 1  | BHR 2  |         | 217  | 1位  |
| 2023 | トヨタ・ガズー・レーシング | ハイパーカー | 8   | セバスチャン・ブエミ   | All      | SEB 2   | POR 1   | SPA 2  | LMS 2   | MNZ 6  | FUJ 2  | BHR 1  |         | 217  | 1位  |
| 2023 | トヨタ・ガズー・レーシング | ハイパーカー | 8   | ブレンドン・ハートレイ | All      | SEB 2   | POR 1   | SPA 2  | LMS 2   | MNZ 6  | FUJ 2  | BHR 1  |         | 217  | 1位  |
| 2023 | トヨタ・ガズー・レーシング | ハイパーカー | 8   | 平川亮                 | All      | SEB 2   | POR 1   | SPA 2  | LMS 2   | MNZ 6  | FUJ 2  | BHR 1  |         | 217  | 1位  |
| 2024 | トヨタ・ガズー・レーシング | ハイパーカー | 7   | マイク・コンウェイ     | 1-3, 5-8 | QAT 5   | IMO 1   | SPA 7  | LMS 2   | SÃO 4  | COA 2  | FUJ NC | BHR Ret | 190  | 1位  |
| 2024 | トヨタ・ガズー・レーシング | ハイパーカー | 7   | ホセ・マリア・ロペス   | 4        | QAT 5   | IMO 1   | SPA 7  | LMS 2   | SÃO 4  | COA 2  | FUJ NC | BHR Ret | 190  | 1位  |
| 2024 | トヨタ・ガズー・レーシング | ハイパーカー | 7   | 小林可夢偉             | All      | QAT 5   | IMO 1   | SPA 7  | LMS 2   | SÃO 4  | COA 2  | FUJ NC | BHR Ret | 190  | 1位  |
| 2024 | トヨタ・ガズー・レーシング | ハイパーカー | 7   | ニック・デ・フリース   | All      | QAT 5   | IMO 1   | SPA 7  | LMS 2   | SÃO 4  | COA 2  | FUJ NC | BHR Ret | 190  | 1位  |
| 2024 | トヨタ・ガズー・レーシング | ハイパーカー | 8   | セバスチャン・ブエミ   | All      | QAT 8   | IMO 5   | SPA 6  | LMS 5   | SÃO 1  | COA 15 | FUJ 10 | BHR 1   | 190  | 1位  |
| 2024 | トヨタ・ガズー・レーシング | ハイパーカー | 8   | ブレンドン・ハートレイ | All      | QAT 8   | IMO 5   | SPA 6  | LMS 5   | SÃO 1  | COA 15 | FUJ 10 | BHR 1   | 190  | 1位  |
| 2024 | トヨタ・ガズー・レーシング | ハイパーカー | 8   | 平川亮                 | All      | QAT 8   | IMO 5   | SPA 6  | LMS 5   | SÃO 1  | COA 15 | FUJ 10 | BHR 1   | 190  | 1位  |
| 2025 | トヨタ・ガズー・レーシング | ハイパーカー | 7   | マイク・コンウェイ     | All      | QAT 6   | IMO 7   | SPA 7  | LMS 5   | SÃO 14 | COA    | FUJ    | BHR     | 95*  | 4位* |
| 2025 | トヨタ・ガズー・レーシング | ハイパーカー | 7   | 小林可夢偉             | All      | QAT 6   | IMO 7   | SPA 7  | LMS 5   | SÃO 14 | COA    | FUJ    | BHR     | 95*  | 4位* |
| 2025 | トヨタ・ガズー・レーシング | ハイパーカー | 7   | ニック・デ・フリース   | All      | QAT 6   | IMO 7   | SPA 7  | LMS 5   | SÃO 14 | COA    | FUJ    | BHR     | 95*  | 4位* |
| 2025 | トヨタ・ガズー・レーシング | ハイパーカー | 8   | セバスチャン・ブエミ   | 1-4, 6-8 | QAT 5   | IMO 5   | SPA 4  | LMS 14  | SÃO 15 | COA    | FUJ    | BHR     | 95*  | 4位* |
| 2025 | トヨタ・ガズー・レーシング | ハイパーカー | 8   | ブレンドン・ハートレイ | All      | QAT 5   | IMO 5   | SPA 4  | LMS 14  | SÃO 15 | COA    | FUJ    | BHR     | 95*  | 4位* |
| 2025 | トヨタ・ガズー・レーシング | ハイパーカー | 8   | 平川亮                 | All      | QAT 5   | IMO 5   | SPA 4  | LMS 14  | SÃO 15 | COA    | FUJ    | BHR     | 95*  | 4位* |

- 太字はポールポジション、斜字はファステストラップ。(key)

## スペック
詳細はTOYOTA GAZOO Racing公式サイトを参照。
- 名称：GR010 HYBRID
- 参戦カテゴリー：FIA 世界耐久選手権 ル・マン・ハイパーカー (LMH) クラス

### パワートレイン
- トヨタ・ハイブリッド・システム・レーシング (THS-R)
- エンジン・バンク角: H8909 120° V6 ツインターボエンジン
- 燃料: ガソリン
- エンジン排気量: 3.5 L
- バルブ数: 4
- エンジン最高出力: 500 kW/680 PS
- ハイブリッドパワー: 200 kW/272 PS
- パワーユニット最高出力: 700 kW/952 PS（エンジン+ハイブリッドモーター）
- フロントモーター/インバーター: アイシンAW/デンソー製
- バッテリー: ハイパワー型・トヨタ・リチウムイオンバッテリー
- ギヤボックス: 横置き7速シーケンシャルトランスミッション

### ブレーキ
- モノブロック軽合金キャリパー (曙ブレーキ製)
- ベンチレーテッド・カーボンディスク

### ボディ
- カーボンファイバー製
- 全長: 4,900 mm
- 全幅: 2,000 mm
- 全高: 1,150 mm
- 車重: 1,040 kg